# Joleon Lescott
Joleon Patrick Lescott (Birmingham, 1982. augusztus 16. –) angol labdarúgó, aki jelenleg a Aston Villa játékosa. Leggyakrabban középhátvédként lép pályára, de pályafutása során a védelem minden pontján megfordult már. Gyermekkorában az Aston Villának szurkolt.

## Élete a labdarúgás előtt
Lescottot  ötéves  korában elütötte egy autó, a balesetben fejsérülést is szenvedett, ennek nyomait ma is homlokán viseli. A birminghami The Four Dwellings Középiskolába járt.

## Pályafutása

### Wolverhampton Wanderers
Lescott gyerekként a Grinham Giants nevű ificsapatban szerepelt, ahol a Wolverhampton Wanderers egyik megfigyelőjének megakadt rajta a szeme. 13 évesen ugyan a Derby Countynál kezdett edzeni, de hamar otthagyta a Kosokat, sőt majdnem a futballt is. Egy hónapig nem foglalkozott a labdarúgással, mivel túl keménynek találta az edzéseket. 1999 augusztusában aztán ifiszerződést kötött a Wolverhamptonnal.
2000. augusztus 13-án, 17 évesen mutatkozhatott be a felnőttek között egy Sheffield Wednesday elleni bajnokin. A 2000/01-es és 2001/02-es szezon végén a szurkolók őt választották a csapat legjobb fiataljának.
A 2002/03-as évadra már állandó tagja volt a Wolverhampton Wanderersnek, mindössze egy bajnokit hagyott ki, az FA Kupában pedig minden egyes találkozón pályára lépett. Tagja volt annak a csapatnak is, mely a Millennium Stadionban 3-0-ra verte a Sheffield Unitedet és feljutott a Premier League-be. Lescott később ezt karrierje legbüszkébb pillanataként írta le.
Hiába jutottak fel a Farkasok, Lescott súlyos térdsérülése miatt nem játszhatott a Premier League-ben. A csapat rögtön kiesett, így mire felépült, ismét a másodosztályban bizonyíthatott.
2005 októberében két és fél évvel meghosszabbította érvényben lévő szerződését a Wolverhamptonnal. A 2005/06-os szezon után bekerült az év csapatába a másodosztályban és a szurkolók is őt választották a legjobbnak.

### Everton
A 2006/07-es szezonban Lescottot leigazolta az Everton. A kékmezesek először 2 millió fontot fizettek a játékosért, majd később átutaltak még 2 milliót a Wolverhamptonnak, végül még 1 milliót kaptak a Farkasok. A hivatalos átigazolást kissé elhalasztották az Everton orvosai, mivel alaposan szerették volna megvizsgálni Lescott térdét, mely korábban komolyan megsérült. Ő volt a csapat harmadik igazolása Tim Howard és Andrew Johnson után. Az Everton 2006 januárjában megvált Per Krøldruptól, Matteo Ferrari pedig visszatért az AS Romához, miután lejárt a kölcsönszerződést, így Lescott-tal együtt mindössze négy középhátvéd maradt a liverpooliak keretében.
Lescott 2006 augusztusában mutatkozhatott be az Evertonban, amikor csereként lépett pályára a Watford ellen. Alan Stubbs sérülése miatt a Tottenham Hotspur ellen kezdőként léphetett pályára. Ezen a meccsen az Evertonnak két évtized után sikerült nyernie a White Hart Lane-en, Lescottot pedig a meccs legjobbjának választották. A 204. Liverpool elleni rangadón is kezdő volt, csapata pedig 3–0-s győzelmet aratott. Első gólját 2007. április 2-án, egy Aston Villa elleni 1–1-es döntetlen során szerezte. A 2006/07-es szezon végén a csapattársai őt választották a legjobbnak. A szurkolóknál második helyen végzett Mikel Arteta mögött. A 2007/08-as évad első nyolc meccsén három gólt is szerzett. Ebben a szezonban a lövéseinek a 42,1%-a pontos volt, amivel ő lett a Premier League legjobban célzó játékosa.
2008. május 8-án Lescottot a szurkolók és a csapattársak is a szezon legjobbjának választották és ráragadt a "Mr. Egyenletes" becenév is folyamatos jó teljesítménye miatt. 2008. március 30-án egy Liverpool elleni rangadón az ellenfél szurkolói forradásai miatt "Elefántember"-nek nevezték.
A 2007/08-as szezonban gyakran kellett balhátvédet játszania, mivel középen Joseph Yobo és Phil Jagielka remek teljesítményt nyújtott. 2008. december 7-én az Aston Villa ellen két gólt is szerzett, de csapata 3–2-re kikapott. A 2008/09-es FA Kupában az ő góljának köszönhette az Everton, hogy kiharcolta az újrajátszást a Liverpool ellen. A visszavágót 1–0 arányban megnyerték a kékmezesek.

## Válogatott
Lescott az U18-as, az U20-as és az U21-es szinteken is képviselte Angliát. 2007. május 25-én, az első Evertonban töltött szezonja után bemutatkozhatott a B válogatottban Albánia ellen.
2007. november 3-án Steve McClaren behívta az angol nagyválogatottba az Izrael és Oroszország elleni Eb-selejtezőre, de nem kapott lehetőséget.
Először 2007. október 13-án léphetett pályára válogatott mezben, amikor Észtország ellen a félidőben váltotta Rio Ferdinandot. Az angolok 3-0-ra nyertek. Egy Oroszország ellen 2-1-re elvesztett meccsen kapott először kezdőként lehetőséget a Háromoroszlánosoknál.
Fabio Capello irányítása alatt először 2008. március 26-án, Franciaország ellen jutott lehetőséghez, akkor csereként állt be John Terry helyére.

## Külső hivatkozások
- Joleon Lescott pályafutásának statisztikái a Soccerbase oldalon (angolul)

- Joleon Lescott adatlapja az Everton honlapján